# Laagpakket van Swalmen
Het Laagpakket van Swalmen, in het verleden ook aangeduid als de Formatie van Maasmechelen, is een afzetting uit de Formatie van Landen in de Onder-Noordzee Groep. Het laagpakket werd in een brak tot lagunair milieu afgezet in het late Paleoceen (Selandien).
Het laagpakket is vernoemd naar het dorp Swalmen.

## Geschiedenis
Tijdens het Selandien in het Paleoceen bevond zich hier brak tot lagunair landschap waarin zand- en kleilagen werden afgezet.

## Gebied
Het Laagpakket van Swalmen is afgezet in drie gebieden in Nederland en aansluitend Duitsland:
- In de Flevopolder en het aangrenzende noordwestelijke Gelderland
- In het oosten van Noord-Brabant en aangrenzend Midden-Limburg tot in Duitsland
- In Zuid-Limburg ter hoogte van Sittard, Geleen en Stein

## Afzettingen
Het Laagpakket van Swalmen bestaat uit dunne lagen gelig grijsbruin zand die afgewisseld worden door lagen licht- tot donkergrijsbruine tot zwarte humeuze klei die hard en brokkelig is en pyrietknollen bevat. Daarnaast komen er in het laagpakket kleine stukjes verkoolde plantresten voor en op bepaalde plekken bevat het bovenste deel van de afzetting dunne lagen bruinkool. In de onderste zandlagen komt er lokaal grind voor, evenals schelpen en/of glauconiet. Het bodempakket heeft plaatselijk kenmerkende felrode en olijfgroene vlekken en vlamstructuren.